# Грива (волосся)

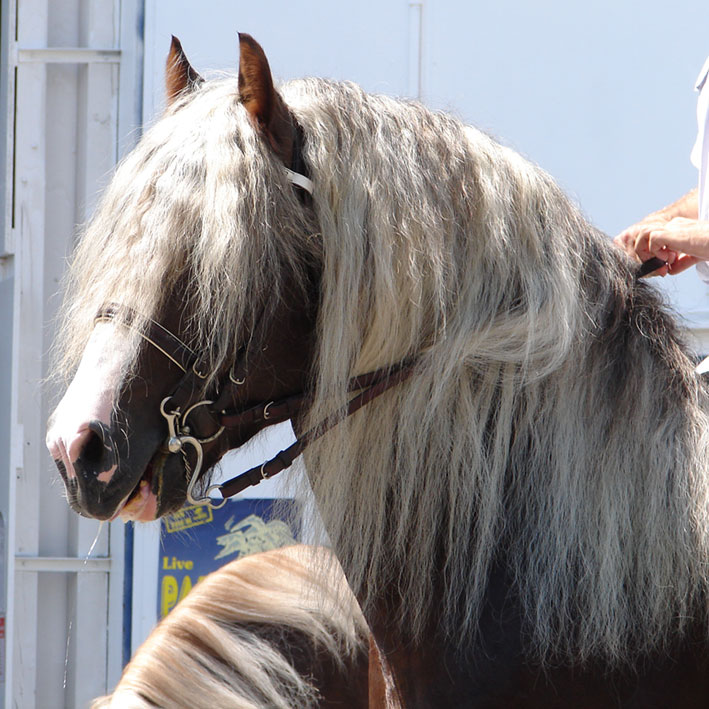

Грива — довге волосся, що покриває шию і спину деяких ссавців. Часто є одним з відмінних ознак самців при наявності  статевого диморфізму. Може мати різноманітну форму, від пишної — «ореолу» голови до акуратної стоячої смужки вздовж хребта.

## Форми грив

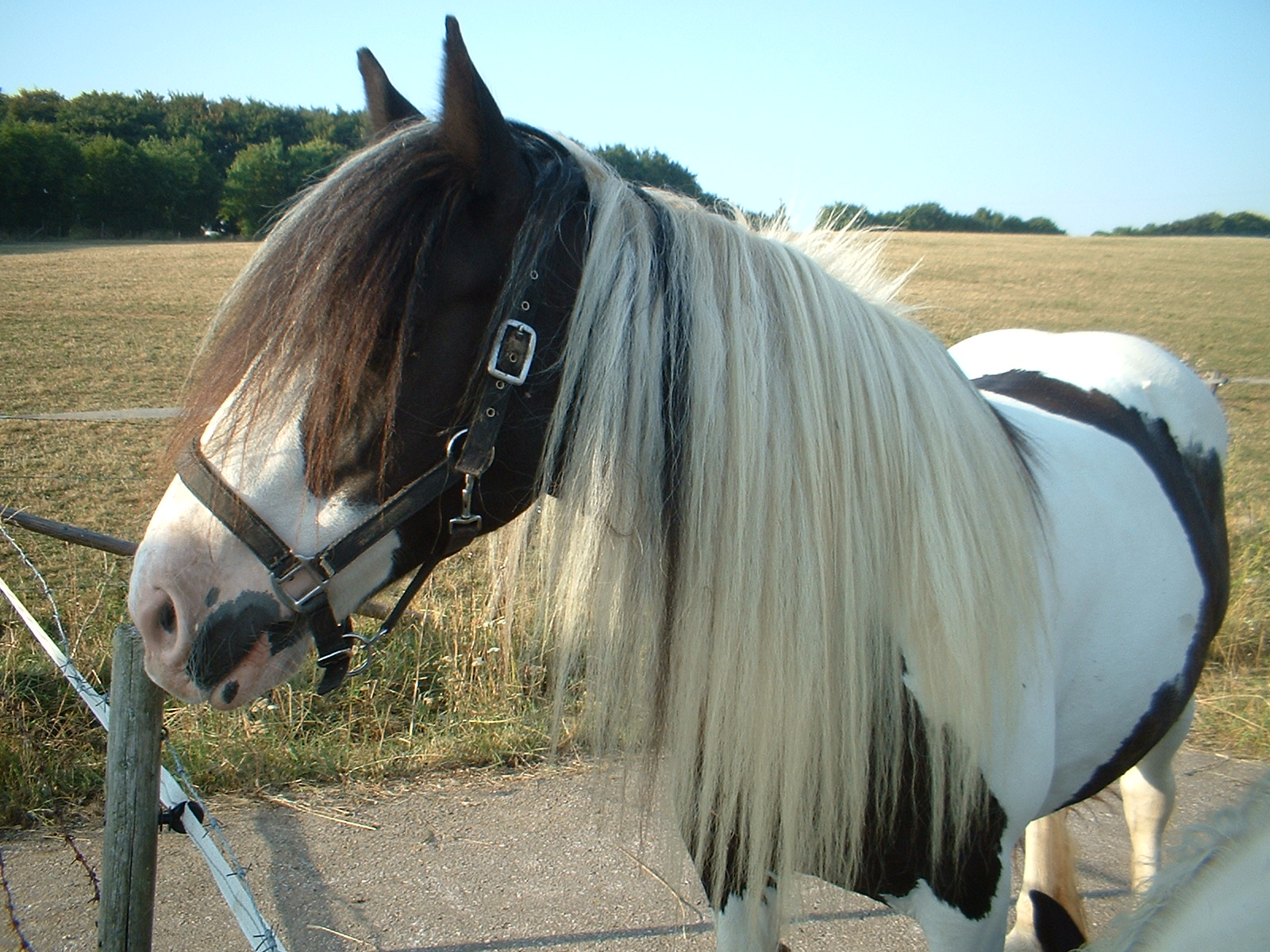
Грива у коней
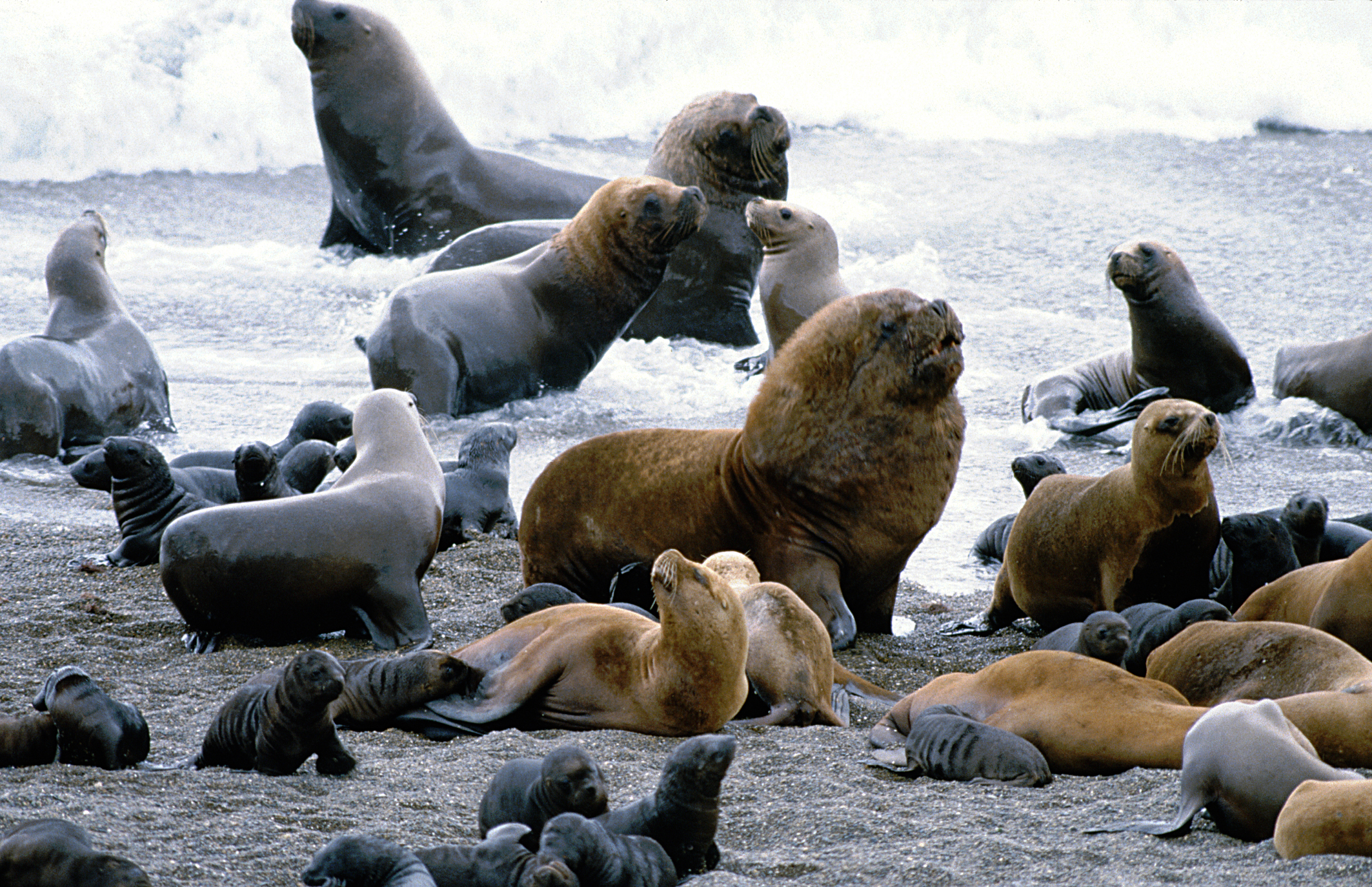
Грива у морських левів
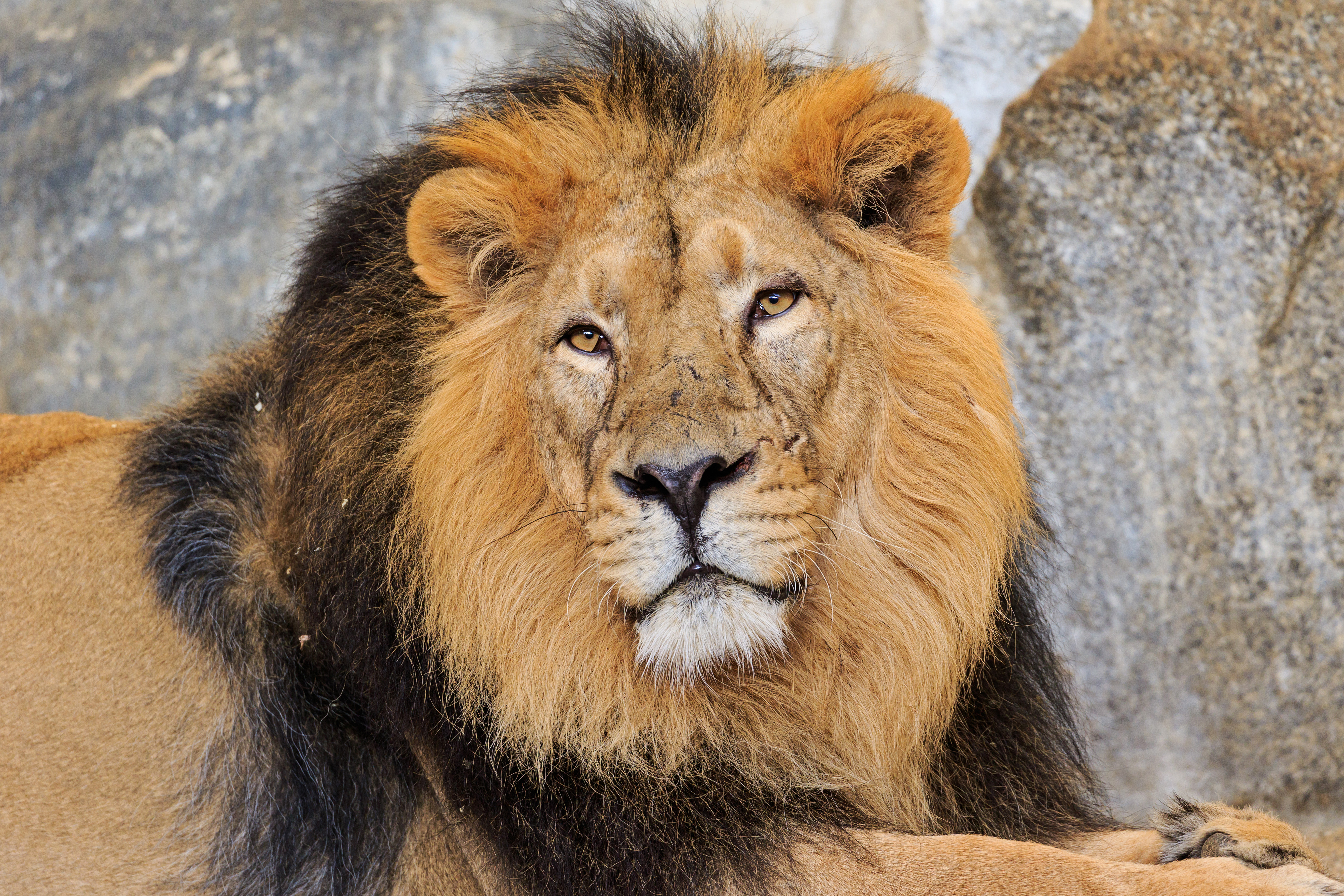
Грива у левів
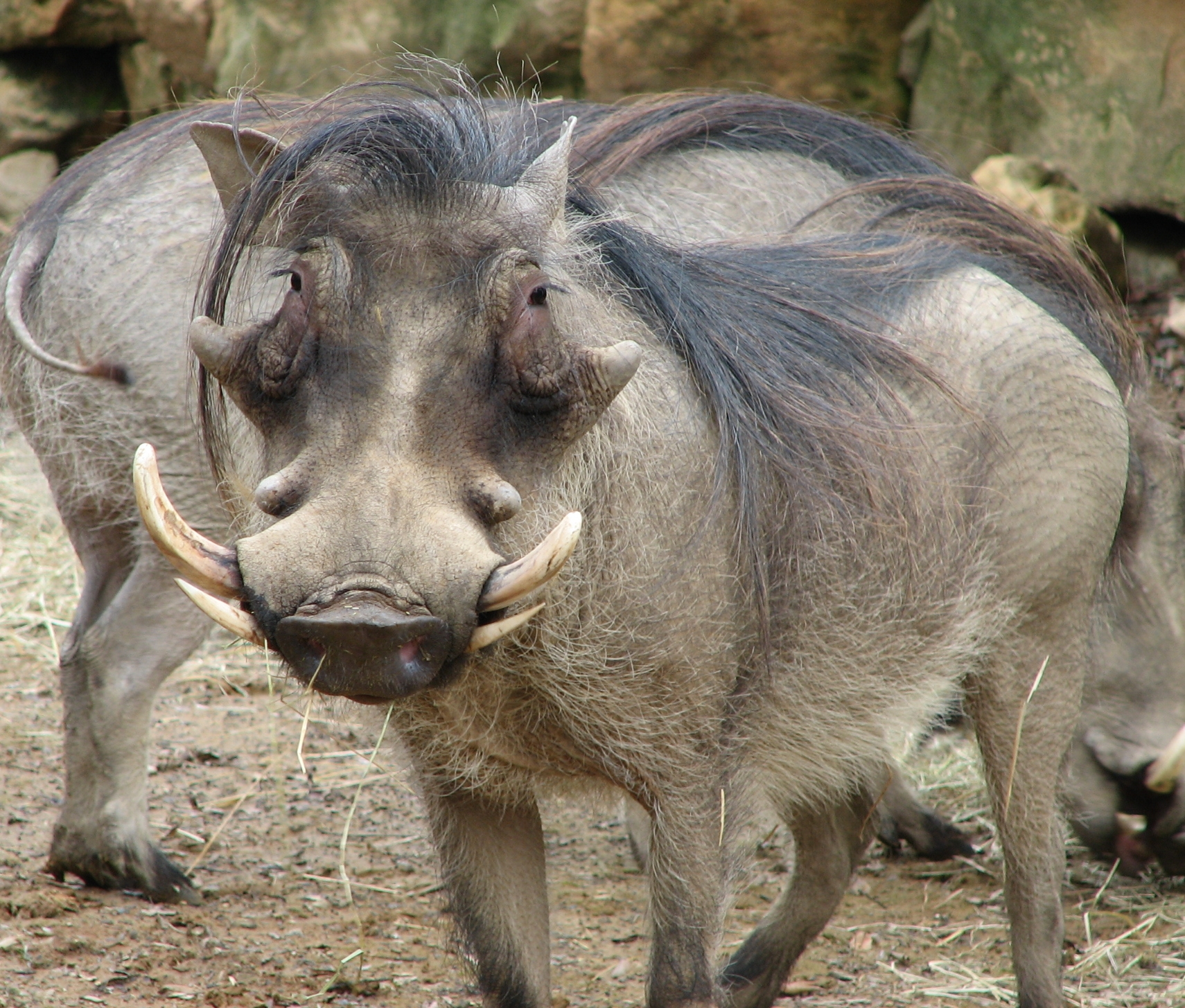
Грива у африканських бородавочників
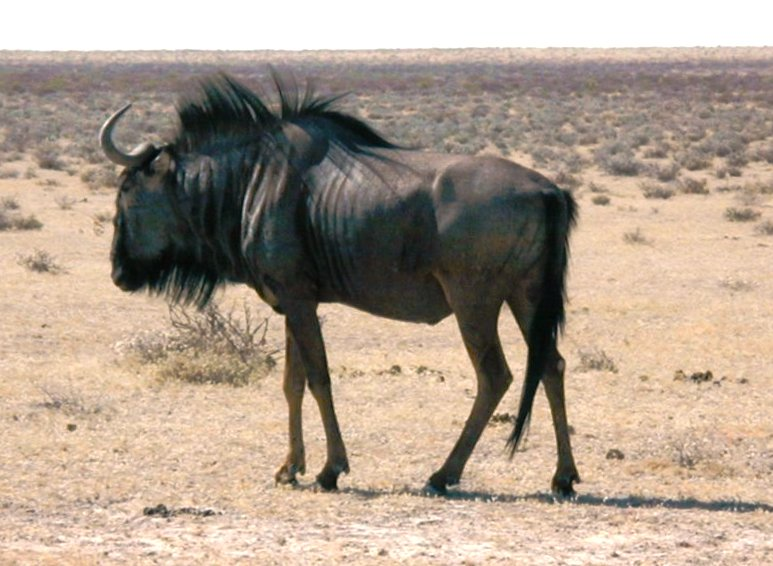
Грива у антилоп гну
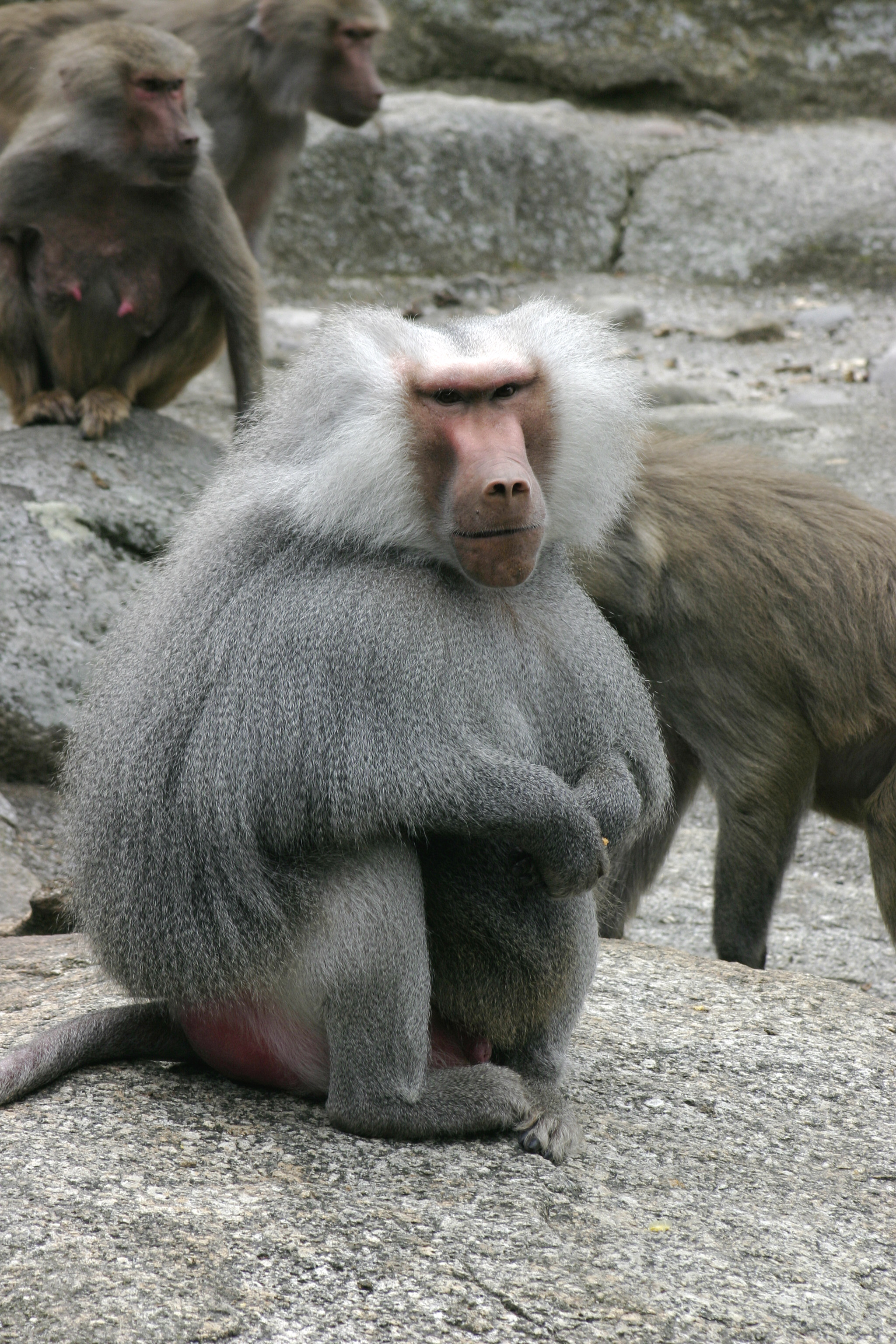
Грива у павіанів
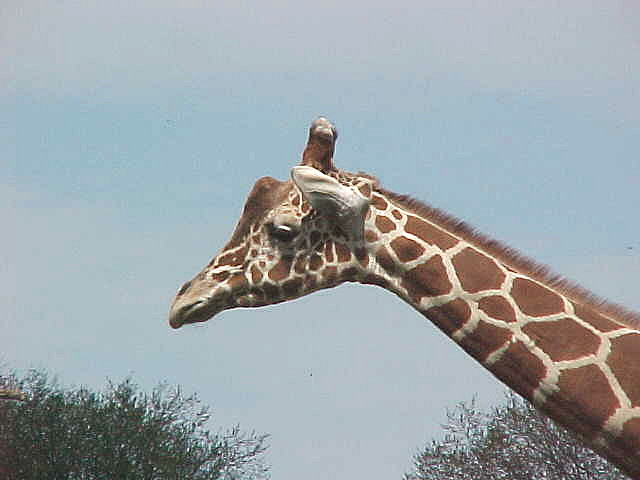
Грива у жирафи
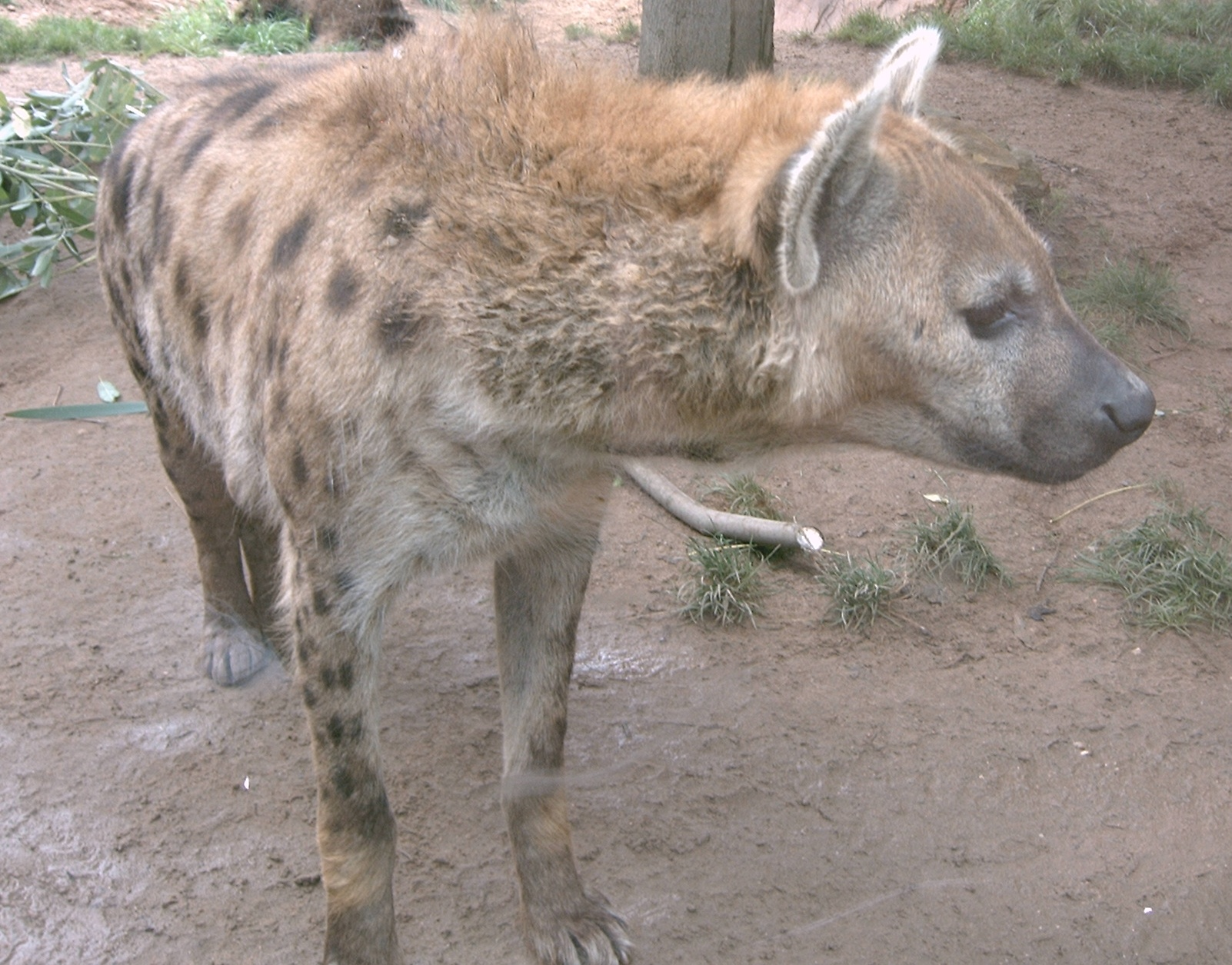
Грива у гієн
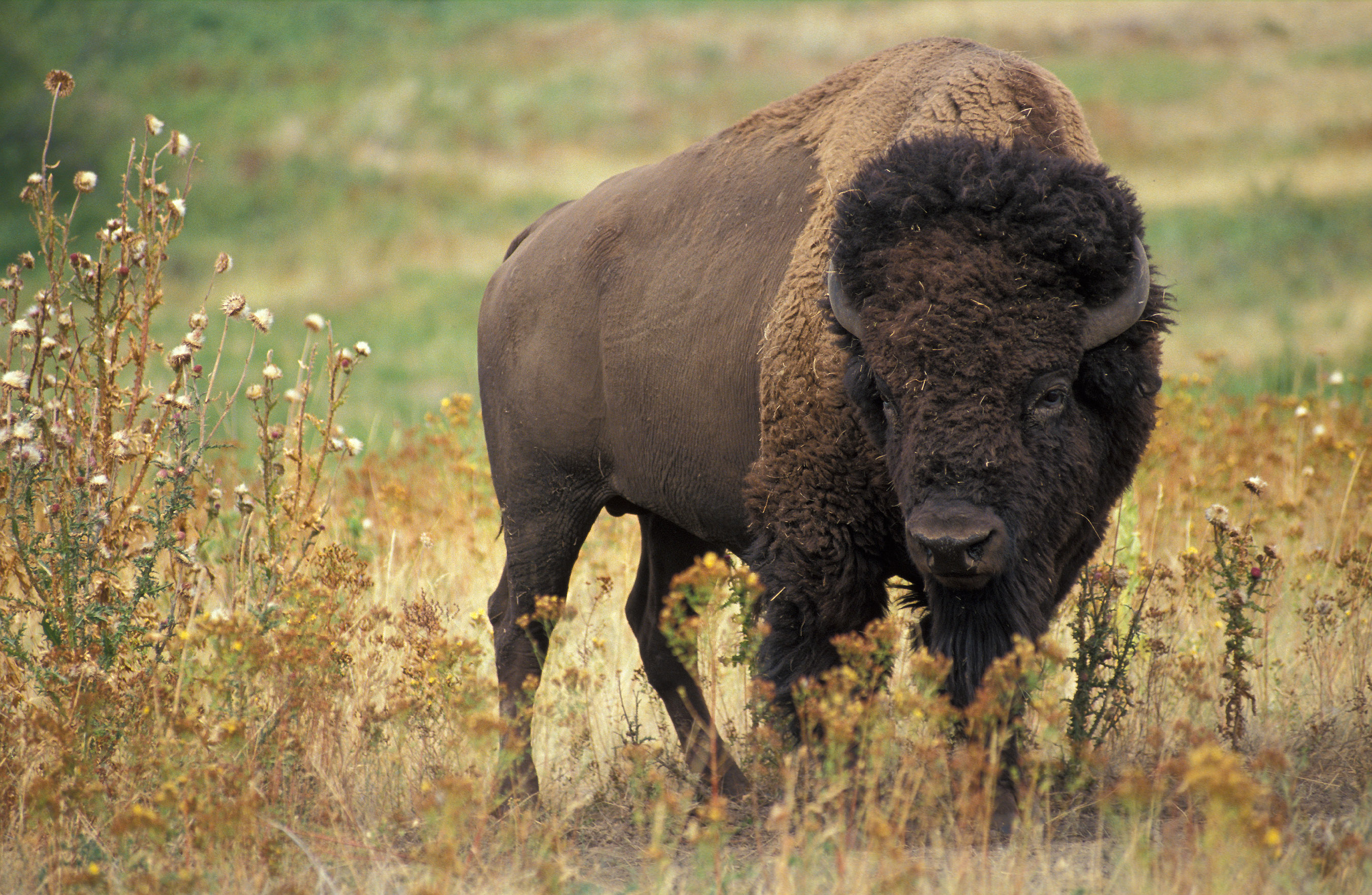
Грива у бізонів
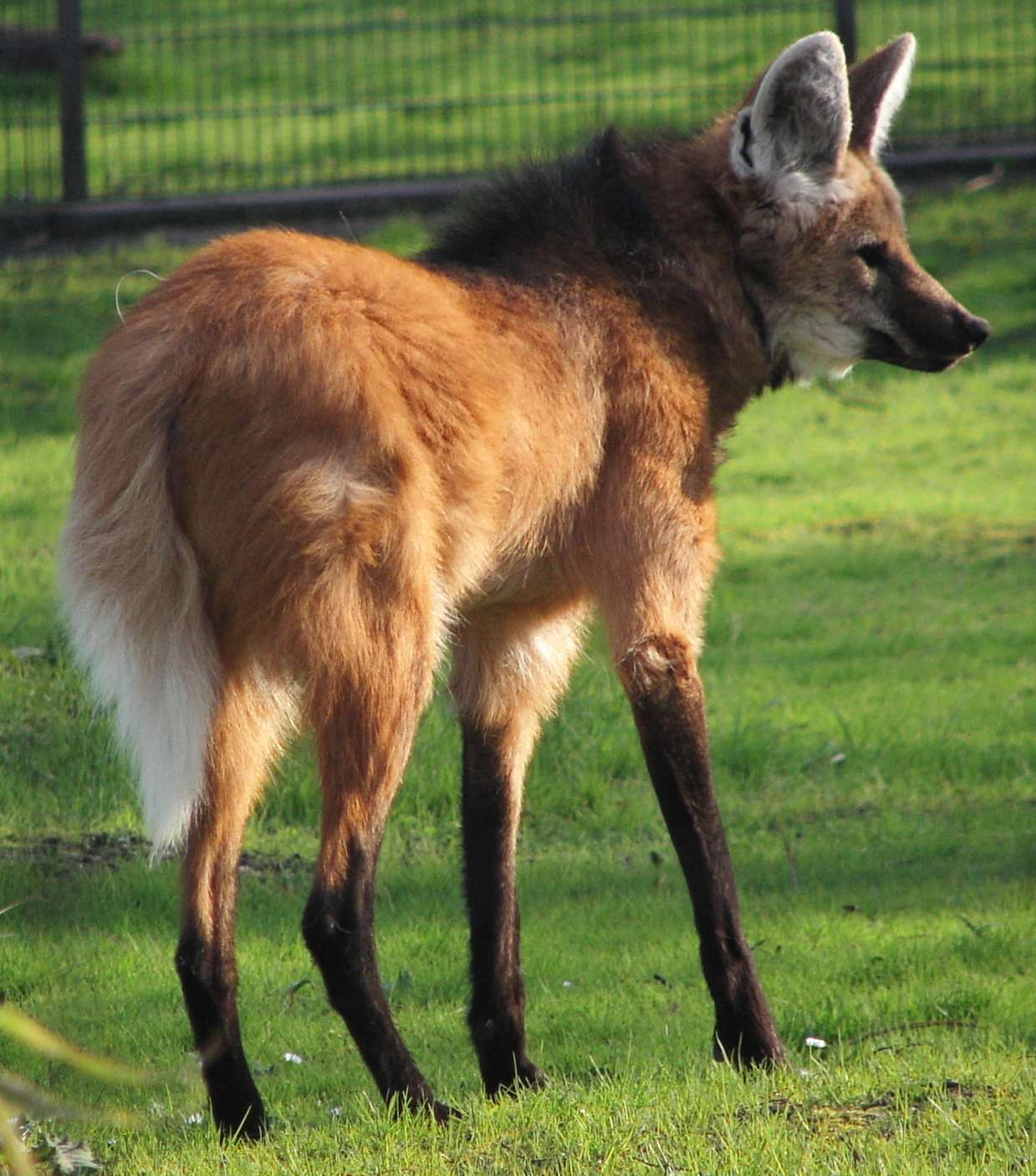
Грива у гривастого вовка